# Гримм, Александр
Александр Гримм (6 сентября 1986, Аугсбург) — немецкий байдарочник, специализируется в дисциплине слалом. Чемпион Олимпийских игр 2008 года в Пекине. Чемпион Европы 2006 года, Чемпион мира 2007 года (оба раза в составе сборной Германии). Чемпион Германии в составе команды 2005, 2006, 2007 годов, а также чемпион 2007 года в индивидуальном первенстве.